# Lepturges villiersi
Lepturges villiersi är en skalbaggsart som beskrevs av Gilmour 1962. Lepturges villiersi ingår i släktet Lepturges och familjen långhorningar. Inga underarter finns listade i Catalogue of Life.